# Station Roetgen
Station Roetgen is een voormalig spoorwegstation langs de Belgische spoorlijn 48 (Vennbahn) bij de Duitse plaats Roetgen. Deze spoorweg werd samen met de Oostkantons in 1919 bij het verdrag van Versailles aan België toegewezen, alhoewel hele stukken zoals bij Roetgen in Duitsland bleven liggen. In 1984 werd de spoorlijn ook voor het goederenvervoer gesloten. Van 1991 tot 2001 werd de lijn toeristisch geëxploiteerd door de Vennbahn.
Het traject van de Vennbahn en de daarbij horende infrastructuur is Belgisch grondgebied en behoort tot verschillende Belgische gemeenten. Zo ligt het voormalige station van Roetgen op het grondgebied van de gemeente Raeren. De andere aan spoorlijn 48 in Duitsland liggende voormalige stations zijn Lammersdorf, Konzen, Monschau en Kalterherberg.
0,0: Stolberg (Rheinl) Hbf ·
1,1: Stolberg-Schneidmühle ·
2,5: Stolberg Mühlener Bahnhof ·
3,2: Stolberg-Rathaus ·
3,7: Stolberg Altstadt ·
3,8: Stolberg Hammer ·
8,9: Breinig ·
11,7: Hahn ·
13,2: Walheim ·
14,6: Schmithof ·
0,7: Raeren ·
11,7: Roetgen ·
18,2: Roetgen-Süd ·
20,6: Lammersdorf ·
24,2: Konzen ·
28,8: Monschau ·
35,8: Kalterherberg ·
42,8: Sourbrodt ·
Robertville ·
48,1: Nidrum ·
50,1: Weywertz ·
52,8: Faymonville ·
55,3: Waimes ·
58,2: Ondenval ·
62,0: Montenau ·
65,5: Born ·
72,4: Sankt Vith